# Uadi Igargar
El uadi Igargar (también escrito Ighargar o Igharghar), es un uadi (cauce seco o estacional) cuyo curso transcurre entre Argelia y Túnez. 
Aunque en su mayor parte, su cauce se encuentra semienterrado bajo las dunas del Gran Erg, se puede observar que nace en el macizo del Tassili, al sur de Argelia, toma rumbo norte, atraviesa el Gran Erg, y tras más de 1 000 km de recorrido desemboca en el sistema de chotts del sur de Túnez.
El valle comienza al norte de la línea principal de la cresta del Hoggar a una elevación de 2500 m. Luego se dirige hacia el norte, pasa por Tassili n'Ajjer, cruza la meseta de Tinrhert  al noroeste del oasis de Bordj Omar Driss en el Gran Erg Oriental donde el río desaparece. Sin embargo, puede continuar durante cientos de kilómetros por debajo de la capa de arena.
El uadi Igargar debió ser la cuenca de un gran río en los periodos húmedos del Sahara, el último de los cuales sucedió hace más de seis mil años.